# Mistrzostwa Europy U-17 w Piłce Nożnej Kobiet 2024 (eliminacje)/Runda 1 Grupa B6
W Grupie B6 eliminacji do Mistrzostw Europy U-17 2024 brały udział następujące zespoły:
- Estonia U-17
- Mołdawia U-17
- Turcja U-17

## Stadiony
Na podstawie:
| Burdur              | Mapa miast-gospodarzy |
| ------------------- | --------------------- |
| Makü İstiklal Stadı | Burdur                |
| Pojemność: 10 000   | Burdur                |
|                     | Burdur                |

## Tabela
| Reprezentacja | M | W | R | P | Br+ | Br- | +/- | Pkt. |
| ------------- | - | - | - | - | --- | --- | --- | ---- |
| Turcja U-17   | 2 | 2 | 0 | 0 | 9   | 3   | +6  | 6    |
| Estonia U-17  | 2 | 0 | 1 | 1 | 4   | 6   | -2  | 1    |
| Mołdawia U-17 | 2 | 0 | 1 | 1 | 5   | 9   | -4  | 1    |

## Wyniki
| 6 października 2023 14:00 CET | Turcja U-17 · Mutlu 21', 25', 38' · Pekgöz 34' · Öztürk 84' · Ersen 87' | 6:2(4:1)Raport | Mołdawia U-17 · 14', 48' Rubanovici | Makü İstiklal Stadı, Burdur Sędzia: Fatemeh Zangeneh |
|                               |                                                                         |                |                                     |                                                      |

| 9 października 2023 14:00 CET | Mołdawia U-17 · Ceban 11' · Rubanovici 42' · Ceban 90+7' (k) | 3:3(2:0)Raport | Estonia U-17 · 66' Õispuu · 74' Valk · 83' Jotkina | Makü İstiklal Stadı, Burdur Sędzia: Liudmyla Telbukh |
|                               |                                                              |                |                                                    |                                                      |

| 12 października 2023 14:00 CET | Estonia U-17 · Jotkina 89' | 1:3(0:1)Raport | Turcja U-17 · 18', 51' Mutlu · 66' (k) Ersen | Makü İstiklal Stadı, Burdur Sędzia: Irena Velevačkoska |
|                                |                            |                |                                              |                                                        |

## Strzelczynie

### 5 goli
- Elif Mutlu

### 3 gole
- Victoria Rubanovici

### 2 gole
- Anželika Jotkina
- Yaren Ersen

### 1 gol
- Elisabeth Õispuu
- Ranele Valk
- Adela Ceban
- Maria Ceban
- Ecemnur Öztürk
- Berra Pekgöz